# Nanpara
Nanpara est une ville de l'état de l'Uttar Pradesh en Inde. Elle est le centre administratif du District de Bahraich.